# Provinz Echizen

Karte der japanischen Provinzen, Echizen rot markiert

Die Provinz Echizen (jap. 越前国, Echizen no kuni) oder Esshū (越州) war eine der historischen Provinzen Japans. Sie lag im Norden der heutigen Präfektur Fukui. Echizen grenzte an die Provinzen Kaga, Wakasa, Hida und Ōmi.

## Geschichte
Im Jahr 701 entstand die Provinz durch die im Taihō-Kodex beschriebene Aufspaltung der alten Provinz Koshi (越国) in die Provinzen Echizen („Vorder-Koshi“), Etchū („Mittel-Koshi“) und Echigo („Hinter-Koshi“). Diese bezeichnete man kollektiv auch als Etsushū (越州, „Koshi-Provinz(en)“). Die Schriftzeichen von Echizen wurden in der Frühzeit auch als Koshi no michi no kuchi gelesen. Zu Beginn umfasste Echizen die gesamte spätere Präfektur Ishikawa. 718 wurde die Noto-Halbinsel als Provinz Noto ausgegliedert und 823 die Provinz Kaga. Während der Nara-Zeit lebte der Dichter Nakatomi no Yakamori in Echizen im Exil, wo er einige der im Man’yōshū enthaltenen Gedichte schrieb. Während der Heian-Zeit lebte die Hofdame Murasaki Shikibu in Echizen; dieser Aufenthalt soll einen großen Einfluss auf ihr Werk Genji Monogatari gehabt haben. Echizen war eine strategisch wichtige Provinz aufgrund ihrer Nähe zu Kyōto und Nara sowie aufgrund ihrer Lage am Japanischen Meer mit Kontakten zum asiatischen Festland. Die Provinz war traditionell berühmt für die Herstellung von Washi-Papier. Ein auf das Jahr 774 datierter Text erwähnt das in dieser Gegend hergestellte Washi. Außerdem gehört die aus Echizen stammende Keramik zu den Rokkoyō („sechs alte Brennöfen“).
Den Standort der Provinzhauptstadt (kokufu) und des Haupttempels (Kokubun-ji) vermutet man bei Takefu (heute: Echizen). Während des größten Teils des Kriegs zwischen dem nördlichen und südlichen Hof stand Echizen unter der Kontrolle des Ashikaga-Shōgunats. Die Provinz diente oft als Ausgangspunkt für Angriffe des Shōgunats auf die Hauptstadt und Echizen war der Schauplatz einer Reihe von entscheidenden Schlachten des Krieges. Damals regierten die Shiba als Shugo der Provinz. Zu Beginn der Sengoku-Zeit traten die Asakura an ihre Stelle, die Ichijōdani zu ihrem Sitz machten. Als Oda Nobunaga in Echizen einfiel, besiegte er den Asakura-Klan, brannte Ichijōdani nieder und richtete Echizen-Fūchu als Hauptstadt ein. Die Provinz war unter seinen Generälen Fuwa Mitsuharu, Sassa Narimasa und Maeda Toshiie aufgeteilt, blieb aber nur für kurze Zeit in ihren Händen, da die drei an anderen Orten größere eigene Lehen erhielten. Nach Nobunagas Tod ging die Kontrolle über Echizen an Shibata Katsuie über, der seine Burg in der heutigen Stadt Fukui errichtete. Shibata hielt die Provinz nur für einige Jahre, bis zu seiner Niederlage gegen Toyotomi Hideyoshi.
Nach der Schlacht von Sekigahara und der Errichtung des Tokugawa-Shōgunats vergab Tokugawa Ieyasu die gesamte Region an seinen zweiten Sohn Yūki Hideyasu, der nun von der Burg Fukui aus als Daimyō über Echizen regierte. Echizen war von großer militärischer und politischer Bedeutung und diente als mächtiger Puffer zwischen Kyōto und dem Maeda-Klan von Kaga, der nicht zu den Fudai (erblichen Verbündeten der Tokugawa) gehörte. Ein Großteil der Provinz blieb bis zur Meiji-Restauration unter der Kontrolle des Matsudaira-Klans; aufgrund interner Konflikte wurde das Fukui-Lehen jedoch stark reduziert und es entstanden mehrere neue Lehen. Ein großer Teil der Fläche der Provinz war Tenryō-Territorium, das direkt vom Shōgunat verwaltet wurde.

## Umfang
Die Provinz Echizen umfasste folgende Landkreise (郡; kōri, später sinojapanisch -gun gelesen):
- Asuwa (足羽郡)
- Imadate (今立郡)
- Nanjō (南条郡)
- Nyuu (丹生郡)
- Ōno (大野郡)
- Sakai (坂井郡)
- Tsuruga (敦賀郡)
- Yoshida (吉田郡)